# Norrgrundet (vid Vandrock, Nagu)
Norrgrundet är en ö nära Vandrock i Nagu,  Finland.   Den ligger i Pargas stad i den ekonomiska regionen  Åboland  och landskapet Egentliga Finland. Ön ligger omkring 1 kilometer öster om Vandrock, omkring 8 kilometer väster om Nagu kyrka,  39 kilometer sydväst om Åbo och 180 km väster om Helsingfors. Närmaste allmänna förbindelse är förbindelsebryggan vid Innamo som trafikeras av M/S Falkö.